# Mops major
Mops major — вид кажанів родини молосових.

## Середовище проживання
Вид низовинний. Країни поширення: Бенін, Буркіна-Фасо, Демократична Республіка Конго, Кот-д'Івуар, Гана, Гвінея, Кенія, Ліберія, Малі, Нігер, Нігерія, Сенегал, Судан, Танзанія, Того, Уганда. Цей високого польоту кажан пов'язаний з саванами (від вологих саван, до Сахеля).

## Стиль життя
Сідала, які часто бувають дуже близько до землі можуть знаходитись в деревах, тріщинах скель, отворах, будинках.